# Christenze Kruckow
Christenze Kruckow, född 1558, död 26 juni 1621, var en dansk adelsdam som avrättades för häxeri, en av få medlemmar av adeln som avrättades för detta brott i Skandinavien och den enda i Danmark.

## Biografi
Christenze sändes som så många andra adelsdöttrar under den tiden hemifrån som flicka för att lära sig goda seder hos en annan adelsfamilj, och hon uppfostrades på godset Nakkebölle hos Eiler Brockenhuus och hans fru. 

### Första gången
Se även: Nakkebølle-sagen
Då Brockenhuus blev änkling 1582, hade Christenze hoppats att han skulle gifta sig med henne, men han hade istället gift sig med Anne Bille 1584, som födde sjutton barn som alla dog. Då Annes kusin, som också fött ett dött barn, år 1596 anklagade tre kvinnor för häxeri och fick dem brända på bål för att ha orsakat detta, började Anne tro att detta var orsaken också i hennes fall. Hon anklagade då en piga vid namn Åse Lauridses.
Åse Lauridses bekände att Annes och Eilers brudsäng hade förbannats av Gunder Kaeldersvends, en djävul, och Christenze Kruckow. En annan av de anklagade, Johanne Jenses, bekände att Christenze hade varit med henne på häxsabbat på Bloksberg. 
Åse Lauridses och Johanne Jenses brändes på bål, men myndigheterna var ovilliga att åtala en adelsdam. Christenzes bror ingrep och hon flyttade 1611 med sin syster till Ålborg.

### Andra gången
I Ålborg började det från 1611 gå underliga rykten om märkliga sjukdomar och talande katter och grisar på kyrkogården. Hon och hennes syster anklagades för att ha varit närvarande vid en häxsabbat där man hade låtit en kvinna föda ett vaxbarn som de döpt till Maren för att utöva svartkonst mot en borgarkvinna med det namnet. Två kvinnor brändes, men systrarna Kruckow liksom Dorthe Jensdatter Kjærulf slapp åtal på grund av sin adliga status. 

### Tredje gången
1617 utbröt en stor häxjakt i Danmark efter införandet av Trolddomsforordningen af 1617. År 1619 inleddes en undersökning, där Kruckow tillsammans med fyra andra åtalades för att med hjälp av en vaxdocka ha förhäxat en prästfru tills hon blev sinnessjuk. Flera kvinnor brändes på bål för häxeri, och Christenze utpekades av dem. Myndigheterna var ovilliga att åtala en adelsdam, men kungen, som var en ivrig häxideolog, uppmanade folk att lämna in anmälningar mot henne. 
Prästen anklagade henne för sin frus död, Peder Poulsen hade sett henne bland de häxor som bevittnade en häxas förlossning av ett troll, Sören Tömmermand hade utsatts för ett knivöverfall efter att hon hade lovat honom olycka. 
Christenze medgav att hon hade förbannat Anne Billes brudsäng flera år tidigare, och att hon hade varit ovän med prästfrun. Hon dömdes som skyldig till att mista sitt adelskap och därpå avrättas. Eftersom hon var adelsdam blev hon inte bränd på bål, utan halshöggs med svärd och blev sedan begraven i enlighet med sedvanliga ceremonier, snarare än hur avrättade häxor vanligen begravdes.              
Att medlemmar av adeln anklagades och dömdes för trolldom var ovanligt. Det förekom i Skottland och Ungern, men i Skandinavien är få fall kända. Christenze Kruckow var den enda adliga "häxan" i Danmark.